# Palazzo Agostino Ayrolo
Der Palazzo Agostino Ayrolo (auch: Palazzo Ayrolo Negrone und Palazzo Negrone) ist ein Stadtpalast in Genua, der Teil des Welterbes der UNESCO „Genoa: Le Strade Nuove and the system of the Palazzi dei Rolli“ (deutsch: Genua: Le Strade Nuove und die Palazzi dei Rolli) ist. Das Gebäude liegt an der Piazza Fontane Marose 3 und 4.

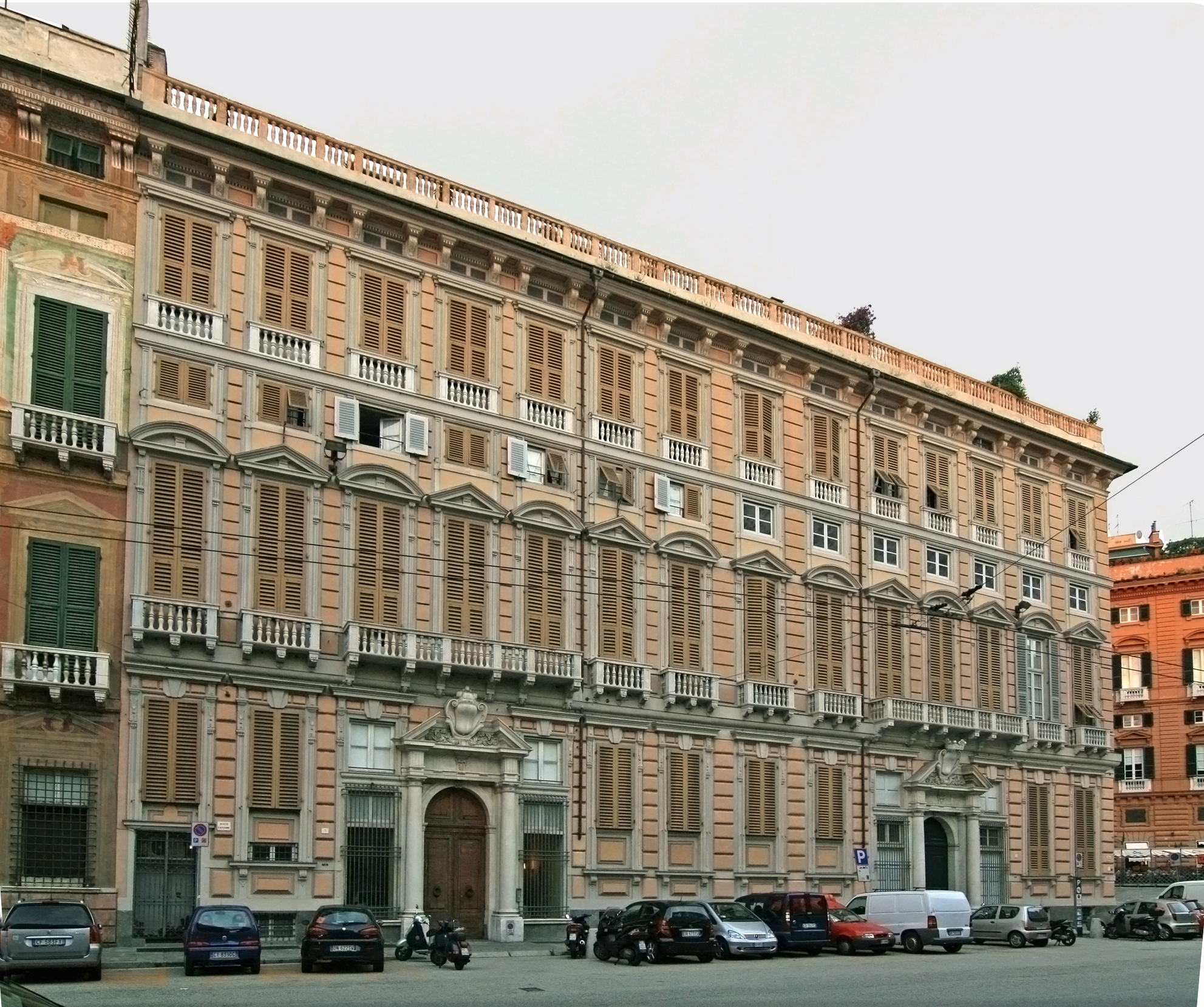

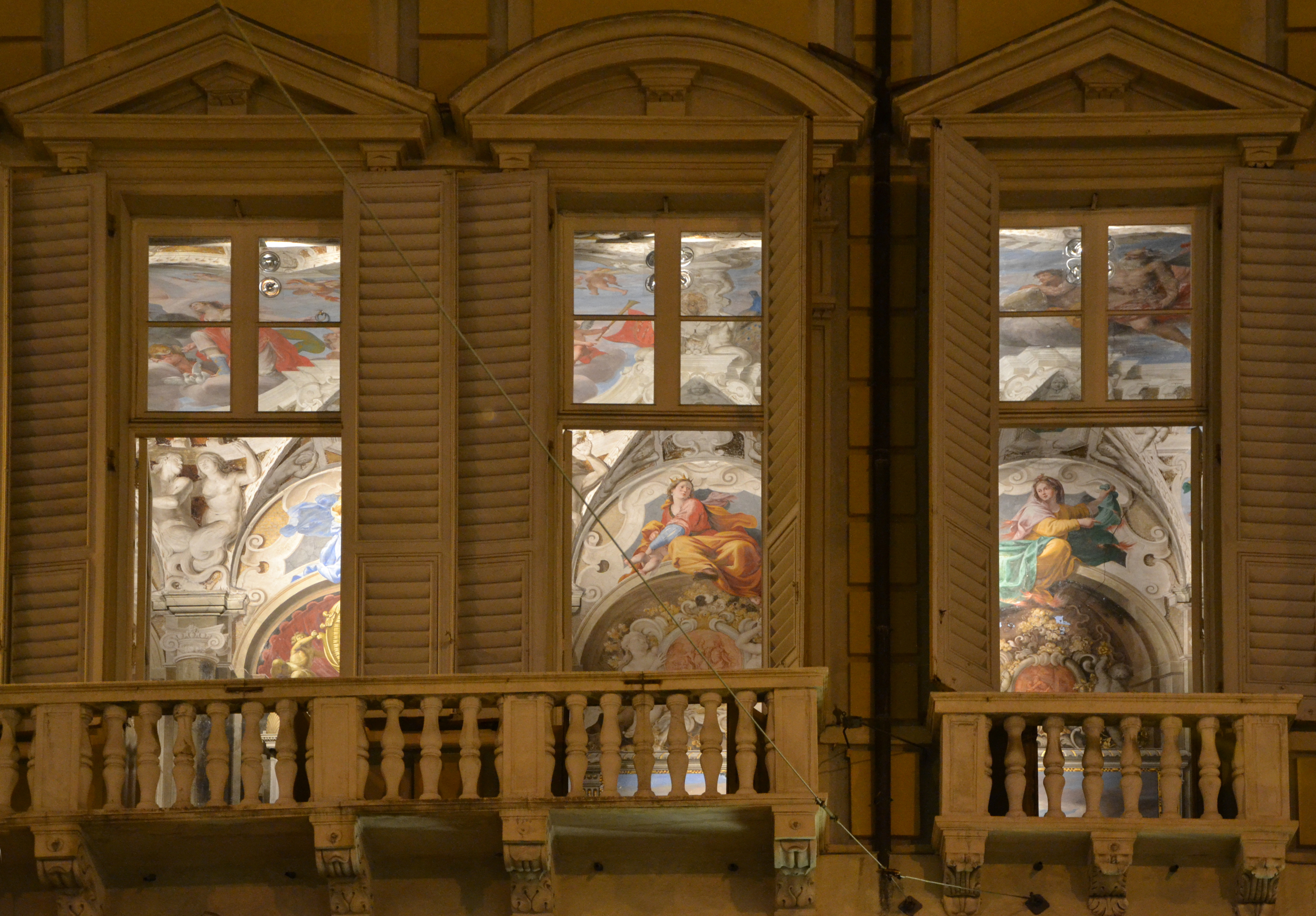
Blick durchs Fenster auf den „Ruhm der Familie Negrone“ von Domenico Parodi

## Geschichte

### Vorgeschichte
Das Gebäude entstand durch die Zusammenlegung mehrerer Häuser. Zunächst wurden zwei Gebäude in der Zeit, als die Strada Nuova und die Piazza Fontane Marose angelegt wurden, vereinigt: der heute westliche Abschnitt des Palazzo. 1588 befand er sich bereits im Besitz von Luca Negrone. Unmittelbar östlich benachbart stand der Palazzo von Giovanni Batta Spinola, genannt Bernardo. Die baulichen Einzelheiten dieses Gebäudes sind nicht bekannt, aber beide Stadtpaläste gehörten als Palazzi dei Rolli zu denen, die bereits im Rollo von 1588 erfasst wurden. (Zu den Einzelheiten dieser Eintragungen vergleiche hier). Das letztgenannte Gebäude, das später in den Besitz von Giovanni Tomaso Airolo überging, wurde unter der Leitung des Architekten Bartolomeo Bianco 1634 umgebaut. Der Sohn von Giovanni Tomaso Airolo, Agostino Airolo, einer der reichsten Männer der Stadt, kaufte Mitte des 17. Jahrhunderts den angrenzenden Palazzo Negrone und legte ihn mit dem väterlichen Wohnsitz zusammen.

### Palazzo Agostino Ayrolo
Agostino Airolo begann anschließend mit der Innenausstattung der Anlage. Die Arbeiten umfassten in einem Raum Fresken von Gio Maria Bottalla (1644) und Gioacchino Assereto. Die Gewölbe der straßenseitigen Galerie malte Giovanni Battista Carlone aus. Agostino Airolo starb 1657 an der Pest und war zu diesem Zeitpunkt hoch verschuldet. Darauf ist zurückzuführen, dass der Palazzo erneut den Besitzer wechselte. 1664 gehörte er Giovanni Battista Negrone, dem Mitglied eines anderen Zweigs jener Familie, der den westlichen Teil des Gebäudes besessen hatte. Dessen Enkel, Giovanni Antonio Negrone, beauftragte um 1700 Domenico Parodi, das Gewölbe des zentralen Saals mit einem Fresko auszumalen, das das Thema „Der Ruhm der Familie Negrone“ hatte. Ein anderer Nachkomme ließ die Fassade in der zweiten Hälfte des 18. Jahrhunderts neu gestalten. Die letzten Änderungen an der Fassade gehen auf das Jahr 1870 zurück, als die Piazza Fontane Marose abgesenkt wurde und dadurch die Eingangssituation geändert werden musste: Das Portal der Hausnummer 3 wurde nach dem Vorbild der Nr. 4 aus dem 17. Jahrhundert neu gestaltet.
In den Rolli wurde der Palast nach den „bussoli“ meist in der Kategorie „drei“ geführt, so 1588, 1599 und 1664, nur 1614 erscheint er in der Kategorie „zwei“.

## Gebäude
Der Palazzo hat dadurch, dass hier mehrere Gebäude zusammengelegt wurden, eine außerordentlich lange Fassade mit 14 Fensterachsen und zwei Portalen.